# Litostratigrafická jednotka
Litostratigrafická jednotka je jednotka litostratigrafické stupnice. Je definovaná jen (libovolnými) litologickými znaky lokálních a regionálních hornin, převážně sedimentárních, ale i magmatických a metamorfovaných. Užívá se k vyjádření geologického vývoje určitého regiónu.

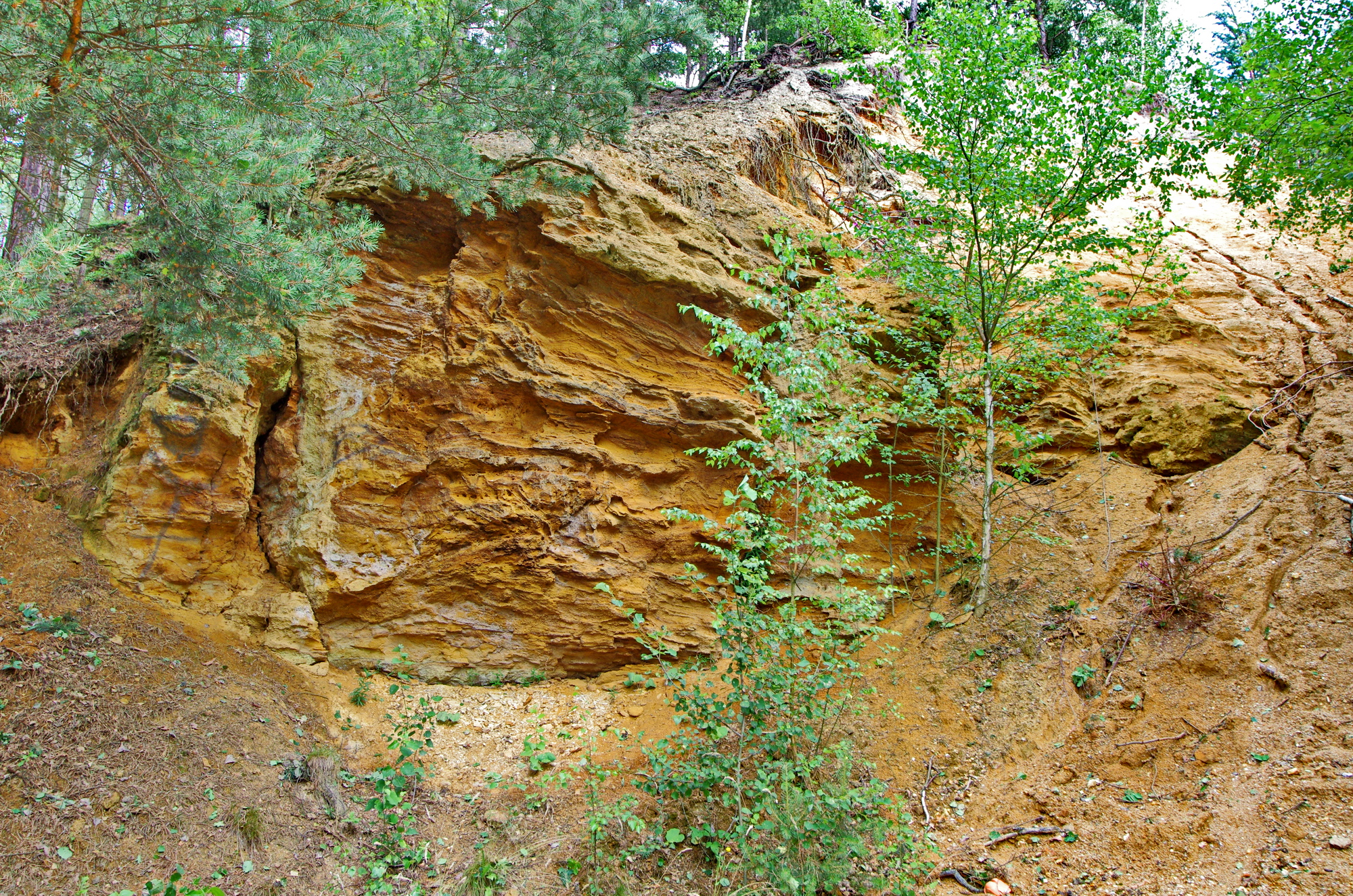
Vildštejnské souvrství (litostratigrafická jednotka) ve staré pískovně u Kynšperku nad Ohří v Chebské pánvi

Představuje litologicky dostatečně homogenní jednotku, kterou lze charakterizovat objektivními fyzickými nebo petrografickými znaky, které umožňují její rozlišení od sousedních vrstev. Je nezávislá na čase (na rozdíl od chronostratigrafie) a používá se zejména z praktických důvodů při geologických činnostech tam, kde je nedostatek zkamenělin pro určení biostratigrafického členění.

## Členění
Hlavní formální litostratigrafické jednotky jsou (od nejvyšší po nejnižší):
- superskupina (angl. supergroup)
  - skupina (angl. group)
    - podskupina (angl. subgroup)
      - souvrství (angl. formation) – základní litostratigrafická jednotka
        - člen (angl. member)
          - vrstva, proud (angl. bed, flow)

Konkrétní pojmenování jednotky je většinou binomiálně-geografický název typické lokality + název jednotky (např. mydlovarské souvrství, vildštejnské souvrství). Pokud je jednotka tvořena jen jednou anebo jednou zřetelně převažující horninou, je možné název jednotky nahradit názvem horniny (např. štramberský vápenec).
Mimo uvedenou hierarchii je možné vyčlenit i jednotky označené jako komplex, které jsou složené z různých typů hornin (sedimentární, magmatické a metamorfované). Většinou se jedná o útvary, které jsou rozeznatelné od sousedních litostratigrafických jednotek, ale jejich složitá vnitřní stavba neumožňuje další litostratigrafické rozdělení. Pojmem komplex se používá pro větší jednotky na úrovni vyšší hierarchie, od souvrství výše, například křivoklátsko-rokycanský komplex. Neformální litostratigrafické jednotky jsou rovněž užívány k pojmenování geologických útvarů, vyčleněných při předběžném průzkumu. Používají se jen provizorně, např. čočka anebo písek.
Způsob pojmenování a vymezení formálních litostratigrafických jednotek určuje závazný mezinárodní stratigrafický kód Mezinárodní stratigrafické komise (International Commission on Stratigraphy), kterého se přidržuje i Česká stratigrafická komise. Pokud regionální geologické zvláštnosti nedovolují použití mezinárodního stratigrafického členění, dohlíží komise na správné použití regionálního stratigrafického členění.